# Championnat de France de football de deuxième division 2018-2019
Navigation
Ligue 2 2017-2018 Ligue 2 2019-2020
La saison 2018-2019 de Ligue 2 est la quatre-vingtième édition du championnat de Ligue 2 (ou Division 2 jusqu'en 2002). La saison débute le 27 juillet 2018 et se termine le 17 mai 2019. Deuxième niveau de la hiérarchie du football en France après la Ligue 1, le championnat opposait en matches aller-retour, vingt clubs professionnels, dont trois promus de National et deux relégués de Ligue 1.

## Clubs participants

### Liste des clubs participants
Les équipes classées de la 4e à la 17e place de Ligue 2 2017-2018, les 19e et 20e de Ligue 1 2017-2018, le perdant du barrage opposant le 18e de Ligue 1 au vainqueur des playoffs de Ligue 2, les deux premiers de National 2017-2018 et le vainqueur du barrage opposant le 18e de Ligue 2 au 3e de National participent à la compétition.
| Club                   | En L2 depuis | Classement 2017-2018 | Budget (en M€) | Entraîneur            | Depuis | Stade                                                             | Capacité | Nombre de saisons en Ligue 2 |
| ---------------------- | ------------ | -------------------- | -------------- | --------------------- | ------ | ----------------------------------------------------------------- | -------- | ---------------------------- |
| ESTAC Troyes           | 2018         | 19e (Ligue 1)        | 13             | Rui Almeida           | 2018   | Stade de l'Aube                                                   | 20 400   | 12                           |
| FC Metz                | 2018         | 20e (Ligue 1)        | 30             | Frédéric Antonetti    | 2018   | Stade Saint-Symphorien                                            | 25 636   | 19                           |
| AC Ajaccio             | 2014         | 3e                   | 10,5           | Olivier Pantaloni     | 2014   | Stade François-Coty                                               | 10 660   | 17                           |
| Le Havre AC            | 2009         | 4e                   | 14             | Oswald Tanchot        | 2016   | Stade Océane                                                      | 25 178   | 35                           |
| Stade brestois 29      | 2013         | 5e                   | 15             | Jean-Marc Furlan      | 2016   | Stade Francis-Le Blé                                              | 16 000   | 22                           |
| Clermont Foot 63       | 2007         | 6e                   | 6,8            | Pascal Gastien        | 2017   | Stade Gabriel-Montpied                                            | 11 980   | 18                           |
| FC Lorient             | 2017         | 7e                   | 12             | Mickaël Landreau      | 2017   | Stade du Moustoir                                                 | 18 500   | 24                           |
| Paris FC               | 2017         | 8e                   | 12,5           | Mehmed Baždarević     | 2018   | Stade Charléty                                                    | 19 151   | 10                           |
| LB Châteauroux         | 2017         | 9e                   | 8,5            | Nicolas Usaï          | 2018   | Stade Gaston-Petit                                                | 17 173   | 38                           |
| FC Sochaux-Montbéliard | 2014         | 10e                  | 16             | Omar Daf              | 2018   | Stade Auguste-Bonal                                               | 20 005   | 14                           |
| AJ Auxerre             | 2012         | 11e                  | 21             | Cédric Daury          | 2017   | Stade de l'Abbé-Deschamps                                         | 18 541   | 12                           |
| US Orléans             | 2016         | 12e                  | 7,8            | Didier Ollé-Nicolle   | 2016   | Stade de la Source                                                | 7 500    | 30                           |
| Valenciennes FC        | 2014         | 13e                  | 9,5            | Réginald Ray          | 2017   | Stade du Hainaut                                                  | 25 172   | 35                           |
| RC Lens                | 2015         | 14e                  | 36             | Philippe Montanier    | 2018   | Stade Bollaert-Delelis                                            | 38 223   | 19                           |
| Chamois niortais FC    | 2012         | 15e                  | 9,5            | Pascal Plancque       | 2018   | Stade René-Gaillard                                               | 11 352   | 26                           |
| GFC Ajaccio            | 2016         | 16e                  | 7              | Hervé Della Maggiore  | 2018   | Stade Ange-Casanova                                               | 8 000    | 20                           |
| AS Nancy-Lorraine      | 2017         | 17e                  | 17             | Alain Perrin          | 2018   | Stade Marcel-Picot                                                | 20 087   | 21                           |
| Red Star FC            | 2018         | 1er (National)       | 8              | Christian Caminiti    | 2019   | Stade Pierre-Brisson (Beauvais)                                   | 10 178   | 36                           |
| AS Béziers             | 2018         | 2e (National)        | 6              | Mathieu Chabert       | 2015   | Stade de la Mosson (1re-4e journée) puis Stade de la Méditerranée | 18 555   | 0                            |
| Grenoble Foot 38       | 2018         | 3e (National)        | 8              | Philippe Hinschberger | 2018   | Stade des Alpes                                                   | 20 068   | 37                           |

### Localisation
| \| ESTAC Troyes FC Metz AC Ajaccio Le Havre AC Stade brestois Clermont Foot FC Lorient · Paris FC LB Châteauroux FC Sochaux-M. AJ Auxerre US Orléans Valenciennes FC RC Lens Chamois niortais GFC Ajaccio AS Nancy-L. Grenoble Foot Red Star FC AS Béziers \| Localisation des clubs engagés. |
| ESTAC Troyes FC Metz AC Ajaccio Le Havre AC Stade brestois Clermont Foot FC Lorient · Paris FC LB Châteauroux FC Sochaux-M. AJ Auxerre US Orléans Valenciennes FC RC Lens Chamois niortais GFC Ajaccio AS Nancy-L. Grenoble Foot Red Star FC AS Béziers                                       |

| \| Paris FC Red Star FC \| Localisation des clubs franciliens. |
| Paris FC Red Star FC                                           |

### Changements d'entraîneur
| Club                   | Entraîneur partant  | Motif du départ                | Date de départ   | Position   | Entraîneur arrivant   | Date d'arrivée   |
| ---------------------- | ------------------- | ------------------------------ | ---------------- | ---------- | --------------------- | ---------------- |
| Chamois niortais FC    | Jean-Philippe Faure | Fin de l'intérim               | 11 mai 2018      | Pré-saison | Patrice Lair          | 28 mai 2018      |
| FC Sochaux-Montbéliard | Peter Zeidler       | Signé par le FC Saint-Gall     | 14 mai 2018      | Pré-saison | José Manuel Aira      | 22 mai 2018      |
| FC Metz                | Frédéric Hantz      | Départ par consentement mutuel | 16 mai 2018      | Pré-saison | Frédéric Antonetti    | 24 mai 2018      |
| RC Lens                | Éric Sikora         | Départ par consentement mutuel | 18 mai 2018      | Pré-saison | Philippe Montanier    | 22 mai 2018      |
| ESTAC Troyes           | Jean-Louis Garcia   | Départ par consentement mutuel | 22 mai 2018      | Pré-saison | Rui Almeida           | 30 mai 2018      |
| Paris FC               | Fabien Mercadal     | Signé par le SM Caen           | 4 juin 2018      | Pré-saison | Mehmed Baždarević     | 15 juin 2018     |
| Grenoble Foot 38       | Olivier Guégan      | Renvoi                         | 22 juin 2018     | Pré-saison | Philippe Hinschberger | 22 juin 2018     |
| GFC Ajaccio            | Albert Cartier      | Consentement mutuel            | 9 octobre 2018   | 12e        | Hervé Della Maggiore  | 15 octobre 2018  |
| LB Châteauroux         | Jean-Luc Vasseur    | Renvoi                         | 9 octobre 2018   | 16e        | Nicolas Usaï          | 24 octobre 2018  |
| AS Nancy-Lorraine      | Didier Tholot       | Consentement mutuel            | 27 octobre 2018  | 20e        | Alain Perrin          | 27 octobre 2018  |
| Red Star FC            | Régis Brouard       | Renvoi                         | 29 octobre 2018  | 19e        | Faruk Hadžibegić      | 29 octobre 2018  |
| FC Sochaux-Montbéliard | José Manuel Aira    | Renvoi                         | 25 novembre 2018 | 18e        | Omar Daf              | 25 novembre 2018 |
| Chamois niortais FC    | Patrice Lair        | Mise à pied                    | 17 décembre 2018 | 7e         | Jean-Philippe Faure   | 11 décembre 2018 |
| Chamois niortais FC    | Jean-Philippe Faure | Fin de l'intérim               | 13 janvier 2019  | 8e         | Pascal Plancque       | 14 janvier 2019  |
| Red Star FC            | Faruk Hadzibegic    | Renvoi                         | 24 mars 2019     | 20e        | Vincent Doukantié     | 28 mars 2019     |
| Red Star FC            | Vincent Doukantié   | Fin de l'intérim               | 24 avril 2019    | 20e        | Christian Caminiti    | 24 avril 2019    |

## Compétition

### Règlement
Le classement est calculé avec le barème de points suivant : une victoire vaut trois points, le match nul un. La défaite ne rapporte aucun point.
Depuis la saison 2017-2018, les critères de départage connaissent plusieurs modifications afin de mettre plus en avant les résultats en confrontations directes, bien que la différence de but générale reste le principal critère de départage en cas d'égalité de points. Ceux-ci se présentent donc ainsi :
1. plus grand nombre de points ;
2. plus grande différence de buts générale ;
3. plus grand nombre de points dans les confrontations directes ;
4. plus grande différence de buts particulière
5. plus grand nombre de buts dans les confrontations directes ;
6. plus grand nombre de buts à l'extérieur dans les confrontations directes ;
7. plus grand nombre de buts marqués ;
8. plus grand nombre de buts marqués à l'extérieur ;
9. plus grand nombre de buts marqués sur une rencontre de championnat ;
10. meilleure place au Challenge du fair-play (1 point par joueur averti, 3 points par joueur exclu)

L'organisation et la gestion du Championnat de France de Ligue 2 sont confiées à la Ligue de football professionnel, qui décerne le titre de champion de France de Ligue 2 au club dont l'équipe termine en tête du classement à l'issue de la dernière journée de la compétition.
À la fin de la saison, les deux premières équipes du classement accèdent à la Ligue 1. Le 4e et le 5e disputent un match de play-off dont le vainqueur affronte ensuite le 3e pour déterminer celui qui disputera un barrage en matchs aller-retour contre le 18e de Ligue 1.
Les deux dernières équipes sont reléguées en National. Le 18e dispute un barrage en matchs aller-retour contre le 3e de National.

### Classement général
Le FC Metz finit champion de Ligue 2, 7 points devant le Stade brestois 29, qui sont tous les deux promus directement en Ligue 1. Le Paris FC et le Racing Club de Lens s'affrontent et le vainqueur affrontera Troyes, et le vainqueur de tout cela affrontera dans un barrage aller-retour le 18e de Ligue 1. L'AS Béziers et le Red Star finissent respectivement 19e et dernier et sont relégués en National. Le GFC Ajaccio finit 18e et affrontera en barrage le 3e de National.
| Rang | Équipe                 | Pts | J  | G  | N  | P  | Bp | Bc | Diff |
| ---- | ---------------------- | --- | -- | -- | -- | -- | -- | -- | ---- |
| 1    | FC Metz R              | 81  | 38 | 24 | 9  | 5  | 60 | 23 | +37  |
| 2    | Stade brestois 29      | 74  | 38 | 21 | 11 | 6  | 64 | 35 | +29  |
| 3    | ESTAC Troyes R         | 71  | 38 | 21 | 8  | 9  | 51 | 28 | +23  |
| 4    | Paris FC               | 65  | 38 | 17 | 14 | 7  | 36 | 22 | +14  |
| 5    | RC Lens                | 63  | 38 | 18 | 9  | 11 | 49 | 28 | +21  |
| 6    | FC Lorient             | 63  | 38 | 17 | 12 | 9  | 51 | 41 | +10  |
| 7    | Le Havre AC            | 54  | 38 | 13 | 15 | 10 | 45 | 40 | +5   |
| 8    | US Orléans             | 52  | 38 | 15 | 7  | 16 | 51 | 53 | -2   |
| 9    | Grenoble Foot 38 P     | 50  | 38 | 13 | 11 | 14 | 43 | 47 | -4   |
| 10   | Clermont Foot 63       | 48  | 38 | 11 | 15 | 12 | 44 | 37 | +7   |
| 11   | LB Châteauroux         | 48  | 38 | 11 | 15 | 12 | 37 | 42 | -5   |
| 12   | Chamois Niortais FC    | 47  | 38 | 11 | 14 | 13 | 34 | 41 | -7   |
| 13   | Valenciennes FC        | 43  | 38 | 11 | 10 | 17 | 52 | 61 | -9   |
| 14   | AS Nancy-Lorraine      | 42  | 38 | 12 | 6  | 20 | 36 | 50 | -14  |
| 15   | AJ Auxerre             | 41  | 38 | 10 | 11 | 17 | 34 | 36 | -2   |
| 16   | FC Sochaux-Montbéliard | 41  | 38 | 11 | 8  | 19 | 27 | 43 | -16  |
| 17   | AC Ajaccio             | 40  | 38 | 9  | 13 | 16 | 29 | 45 | -16  |
| 18   | GFC Ajaccio            | 39  | 38 | 9  | 12 | 17 | 30 | 54 | -24  |
| 19   | AS Béziers P           | 38  | 38 | 9  | 11 | 18 | 33 | 50 | -17  |
| 20   | Red Star FC P          | 30  | 38 | 7  | 9  | 22 | 28 | 58 | -30  |

Promotions et relégations
- Promotion en Ligue 1 2019-2020
- Barrages de promotion en Ligue 1 2019-2020
- Barrages de relégation en National 2019-2020
- Relégation directe en National 2019-2020

Abréviations
- P : Promu de National 2017-2018
- R : Relégué de Ligue 1 2017-2018

### Matchs
| Résultats (▼dom., ►ext.)                                   | ACA | GFCA | AJA | ASB | SB29 | LBC | CF63 | GF38 | HAC | RCL | FCL | FCM | ASNL | CNFC | USO | PFC | RSFC | FCSM | ESTAC | VAFC |
| AC Ajaccio                                                 |     | 1-2  | 2-1 | 2-1 | 0-2  | 1-1 | 0-0  | 1-2  | 3-2 | 0-2 | 0-0 | 0-0 | 1-1  | 1-0  | 1-0 | 0-0 | 0-0  | 2-3  | 0-1   | 3-1  |
| GFC Ajaccio                                                | 1-0 |      | 0-4 | 0-1 | 1-1  | 1-2 | 0-3  | 2-0  | 1-1 | 1-0 | 1-3 | 0-2 | 0-1  | 0-1  | 0-2 | 1-1 | 2-1  | 0-2  | 2-1   | 0-0  |
| AJ Auxerre                                                 | 0-0 | 2-3  |     | 2-0 | 0-2  | 1-2 | 1-0  | 4-0  | 0-1 | 1-2 | 0-0 | 0-0 | 1-0  | 0-0  | 3-0 | 0-2 | 0-0  | 1-0  | 0-2   | 1-1  |
| AS Béziers                                                 | 0-1 | 0-0  | 1-0 |     | 1-0  | 1-1 | 1-1  | 0-3  | 1-1 | 0-0 | 0-1 | 1-3 | 3-0  | 1-1  | 1-2 | 0-1 | 1-3  | 0-0  | 0-0   | 1-1  |
| Stade brestois 29                                          | 2-0 | 4-1  | 1-0 | 3-0 |      | 5-1 | 0-0  | 3-1  | 1-0 | 2-0 | 3-2 | 0-1 | 2-1  | 3-0  | 3-1 | 1-1 | 1-1  | 1-0  | 1-1   | 2-5  |
| LB Châteauroux                                             | 2-2 | 0-1  | 0-0 | 2-0 | 2-2  |     | 2-2  | 2-2  | 1-0 | 0-0 | 1-2 | 1-2 | 1-0  | 2-1  | 1-2 | 0-1 | 1-1  | 1-0  | 0-3   | 1-1  |
| Clermont Foot 63                                           | 0-0 | 1-1  | 2-0 | 2-0 | 2-2  | 0-0 |      | 1-1  | 0-0 | 0-0 | 0-1 | 2-3 | 2-3  | 3-2  | 3-0 | 1-1 | 0-0  | 1-0  | 2-4   | 0-1  |
| Grenoble Foot 38                                           | 2-0 | 1-1  | 0-0 | 4-2 | 1-2  | 0-0 | 1-0  |      | 0-0 | 0-2 | 0-1 | 1-1 | 1-0  | 1-0  | 0-4 | 0-1 | 2-0  | 1-0  | 0-2   | 4-2  |
| Le Havre AC                                                | 3-1 | 2-2  | 1-1 | 2-3 | 1-1  | 2-1 | 0-0  | 1-1  |     | 2-1 | 2-3 | 2-2 | 0-2  | 0-0  | 3-1 | 2-1 | 1-0  | 3-2  | 1-1   | 4-3  |
| RC Lens                                                    | 1-2 | 5-0  | 2-0 | 3-0 | 2-1  | 0-1 | 1-0  | 0-0  | 0-0 |     | 0-1 | 0-0 | 2-1  | 4-1  | 5-1 | 0-0 | 1-0  | 2-0  | 2-0   | 0-0  |
| FC Lorient                                                 | 1-0 | 0-1  | 2-2 | 3-1 | 1-1  | 2-1 | 0-0  | 1-0  | 0-0 | 2-2 |     | 0-0 | 4-1  | 1-1  | 1-3 | 2-1 | 2-1  | 0-0  | 0-3   | 3-1  |
| FC Metz                                                    | 3-1 | 1-0  | 0-1 | 1-0 | 1-0  | 2-1 | 1-2  | 1-1  | 0-1 | 2-0 | 2-1 |     | 3-0  | 3-0  | 5-1 | 2-0 | 2-0  | 1-1  | 1-1   | 3-0  |
| AS Nancy-Lorraine                                          | 1-0 | 3-1  | 1-0 | 0-2 | 2-3  | 0-1 | 0-1  | 1-2  | 0-1 | 0-3 | 3-2 | 1-0 |      | 0-1  | 1-0 | 1-2 | 1-0  | 0-0  | 1-1   | 0-2  |
| Chamois niortais FC                                        | 2-0 | 1-1  | 0-0 | 0-0 | 1-1  | 0-1 | 4-2  | 1-1  | 1-0 | 1-2 | 2-2 | 0-3 | 1-1  |      | 1-1 | 1-0 | 1-0  | 0-1  | 1-1   | 1-0  |
| US Orléans                                                 | 1-3 | 2-2  | 0-3 | 0-0 | 0-0  | 2-0 | 2-1  | 0-3  | 1-1 | 0-2 | 2-0 | 0-1 | 1-2  | 1-0  |     | 4-0 | 2-2  | 2-0  | 0-1   | 1-0  |
| Paris FC                                                   | 1-1 | 1-0  | 3-0 | 1-0 | 0-1  | 0-0 | 3-0  | 1-0  | 1-0 | 2-0 | 2-2 | 2-1 | 2-0  | 0-0  | 0-0 |     | 1-1  | 0-0  | 2-0   | 0-0  |
| Red Star FC                                                | 2-0 | 1-1  | 1-0 | 0-3 | 0-2  | 1-3 | 0-4  | 2-3  | 0-1 | 1-0 | 0-3 | 1-2 | 1-1  | 1-2  | 0-4 | 0-1 |      | 3-0  | 0-3   | 1-0  |
| FC Sochaux-Montbéliard                                     | 0-0 | 2-0  | 1-4 | 1-0 | 2-0  | 0-0 | 2-1  | 3-1  | 1-3 | 0-1 | 1-0 | 1-2 | 0-4  | 0-3  | 0-1 | 1-0 | 1-2  |      | 0-0   | 0-1  |
| ESTAC Troyes                                               | 0-0 | 1-0  | 1-0 | 0-1 | 1-2  | 1-0 | 0-1  | 2-1  | 2-1 | 1-0 | 2-0 | 0-1 | 2-1  | 2-0  | 3-2 | 0-1 | 2-0  | 1-2  |       | 4-2  |
| Valenciennes FC                                            | 4-0 | 0-0  | 3-1 | 5-6 | 1-3  | 1-1 | 0-4  | 3-2  | 1-0 | 4-2 | 1-2 | 0-2 | 1-1  | 1-2  | 1-4 | 0-0 | 4-1  | 1-0  | 0-1   |      |
| - Victoire à domicile - Match nul - Victoire à l'extérieur |     |      |     |     |      |     |      |      |     |     |     |     |      |      |     |     |      |      |       |      |

### Matchs de barrages

#### Barrages de promotion
|  | Barrages de Ligue 2 - Match 1 | Barrages de Ligue 2 - Match 1 | Barrages de Ligue 2 - Match 1 | Barrages de Ligue 2 - Match 1 |         |         | Barrages de Ligue 2 - Match 2 | Barrages de Ligue 2 - Match 2 | Barrages de Ligue 2 - Match 2 | Barrages de Ligue 2 - Match 2 |  |  | Barrages Ligue 1 | Barrages Ligue 1 | Barrages Ligue 1 | Barrages Ligue 1 |
|  |                               |                               |                               |                               |         |         |                               |                               |                               |                               |  |  |                  |                  |                  |                  |
|  |                               |                               |                               |                               |         |         |                               |                               |                               |                               |  |  |                  |                  |                  |                  |
|  |                               |                               |                               |                               |         |         |                               |                               |                               |                               |  |  |                  |                  |                  |                  |
|  |                               |                               |                               |                               |         |         |                               |                               |                               |                               |  |  |                  |                  |                  |                  |
|  |                               |                               |                               |                               |         |         |                               |                               |                               |                               |  |  |                  |                  |                  |                  |
|  |                               |                               |                               |                               |         |         |                               |                               |                               |                               |  |  |                  |                  |                  |                  |
|  |                               |                               |                               |                               |         |         |                               |                               |                               |                               |  |  |                  |                  |                  |                  |
|  |                               |                               |                               |                               |         |         |                               |                               |                               |                               |  |  |                  |                  |                  |                  |
|  |                               |                               |                               |                               |         |         |                               |                               |                               |                               |  |  |                  |                  |                  |                  |
|  |                               |                               |                               |                               |         |         |                               |                               |                               |                               |  |  |                  |                  |                  |                  |
|  |                               |                               |                               |                               |         |         |                               |                               |                               |                               |  |  |                  |                  |                  |                  |
|  |                               |                               |                               |                               |         |         |                               |                               |                               |                               |  |  |                  |                  |                  |                  |
|  | 18e L1                        | Dijon FCO                     | 1                             | 3                             |         |         |                               |                               |                               |                               |  |  |                  |                  |                  |                  |
|  | 18e L1                        | Dijon FCO                     | 1                             | 3                             |         |         |                               |                               |                               |                               |  |  |                  |                  |                  |                  |
|  |                               |                               | 5e L2                         | RC Lens                       | 1       | 1       |                               |                               |                               |                               |  |  |                  |                  |                  |                  |
|  |                               |                               |                               |                               | 1       | 1       |                               |                               |                               |                               |  |  |                  |                  |                  |                  |
|  |                               |                               |                               |                               |         |         |                               |                               |                               |                               |  |  |                  |                  |                  |                  |
|  |                               |                               |                               |                               |         |         |                               |                               |                               |                               |  |  |                  |                  |                  |                  |
|  | 3e L2                         | ESTAC Troyes                  | 1                             | 1                             |         |         |                               |                               |                               |                               |  |  |                  |                  |                  |                  |
|  | 3e L2                         | ESTAC Troyes                  | 1                             | 1                             |         |         |                               |                               |                               |                               |  |  |                  |                  |                  |                  |
|  |                               |                               | 5e L2                         | RC Lens                       | 2 a. p. | 2 a. p. |                               |                               |                               |                               |  |  |                  |                  |                  |                  |
|  | 4e L2                         | Paris FC                      | 5e L2                         | RC Lens                       | 2 a. p. | 2 a. p. | 1                             | 1                             |                               |                               |  |  |                  |                  |                  |                  |
|  | 4e L2                         | Paris FC                      |                               |                               |         |         |                               | 1                             |                               |                               |  |  |                  |                  |                  |                  |
|  | 5e L2                         | RC Lens                       | 1                             | 1                             |         |         |                               |                               |                               |                               |  |  |                  |                  |                  |                  |
|  | 5e L2                         | RC Lens                       | 1                             | 1                             |         |         |                               |                               |                               |                               |  |  |                  |                  |                  |                  |
|  |                               |                               |                               |                               |         |         |                               |                               |                               |                               |  |  |                  |                  |                  |                  |

Le 5e au 3e de la Ligue 2 prennent part à des playoffs en matchs unique dont le vainqueur affronte le 18e de la Ligue 1 dans le cadre d'un barrage aller-retour pour une place dans cette division la saison suivante.
| Match 1                 | (L2) Paris FC                                            | 1 - 1 a. p.           | RC Lens (L2)                                  | Stade Charléty, Paris                                                                    |                                                                                          |
| Mardi 21 mai 2019 20h45 | Maletić 90+3e                                            | (0 - 1, 1 - 1, 1 - 1) | 16e Ambrose                                   | Spectateurs : 14 653 Diffuseur : Canal+ Sport, beIn Sports 1 Arbitrage : Frank Schneider | Spectateurs : 14 653 Diffuseur : Canal+ Sport, beIn Sports 1 Arbitrage : Frank Schneider |
| Mardi 21 mai 2019 20h45 | Rapport                                                  |                       |                                               | Spectateurs : 14 653 Diffuseur : Canal+ Sport, beIn Sports 1 Arbitrage : Frank Schneider | Spectateurs : 14 653 Diffuseur : Canal+ Sport, beIn Sports 1 Arbitrage : Frank Schneider |
| Mardi 21 mai 2019 20h45 | Maletić · Saint-Louis · Perraud · Wamangituka · Pitroipa | Tirs au but 4 - 5     | Mesloub · Fortes · Duverne · Chouiar · Gillet | Spectateurs : 14 653 Diffuseur : Canal+ Sport, beIn Sports 1 Arbitrage : Frank Schneider | Spectateurs : 14 653 Diffuseur : Canal+ Sport, beIn Sports 1 Arbitrage : Frank Schneider |

| Match 2                    | (L2) ESTAC Troyes | 1 - 2 a. p. | RC Lens (L2)          | Stade de l'Aube, Troyes                                            |                                                                    |
| Vendredi 24 mai 2019 18h00 | Pelé 44e (pen.)   | (1 - 1)     | 4e Gomis · 109e Banza | Diffuseur : Canal+ Sport, beIn Sports 1 Arbitrage : Jérôme Brisard | Diffuseur : Canal+ Sport, beIn Sports 1 Arbitrage : Jérôme Brisard |
| Vendredi 24 mai 2019 18h00 | Rapport           |             |                       | Diffuseur : Canal+ Sport, beIn Sports 1 Arbitrage : Jérôme Brisard | Diffuseur : Canal+ Sport, beIn Sports 1 Arbitrage : Jérôme Brisard |

| Match aller             | (L2) RC Lens   | 1 - 1   | Dijon FCO (L1) | Stade Bollaert-Delelis, Lens                                                            |                                                                                         |
| Jeudi 30 mai 2019 20h45 | Bellegarde 49e | (0 - 0) | 81e Kwon       | Spectateurs : 37 355 Diffuseur : Canal+ Sport, beIn Sports 1 Arbitrage : Amaury Delerue | Spectateurs : 37 355 Diffuseur : Canal+ Sport, beIn Sports 1 Arbitrage : Amaury Delerue |
| Jeudi 30 mai 2019 20h45 | Rapport        |         |                | Spectateurs : 37 355 Diffuseur : Canal+ Sport, beIn Sports 1 Arbitrage : Amaury Delerue | Spectateurs : 37 355 Diffuseur : Canal+ Sport, beIn Sports 1 Arbitrage : Amaury Delerue |

| Match retour               | (L1) Dijon FCO             | 3 - 1   | RC Lens (L2) | Stade Gaston-Gérard, Dijon                                 |                                                            |
| Dimanche 2 juin 2019 20h45 | Sliti 28e 90+1e · Saïd 70e | (1 - 1) | 39e Duverne  | Diffuseur : Canal+, beIn Sports 1 Arbitrage : Ruddy Buquet | Diffuseur : Canal+, beIn Sports 1 Arbitrage : Ruddy Buquet |
| Dimanche 2 juin 2019 20h45 | Rapport                    |         |              | Diffuseur : Canal+, beIn Sports 1 Arbitrage : Ruddy Buquet | Diffuseur : Canal+, beIn Sports 1 Arbitrage : Ruddy Buquet |

#### Barrages de relégation
Les barrages de promotion entre le troisième de National et le dix-huitième de la Ligue 2 prennent place durant le mois de mai 2019. Le vainqueur de ces barrages obtient une place pour le championnat de Ligue 2 2019-2020 tandis que le perdant va en National.
| Match aller             | (N1) Le Mans FC | 1 - 2   | GFC Ajaccio (L2)         | MMArena, Le Mans                                                                           |                                                                                            |
| Mardi 28 mai 2019 20h45 | Boissier 53e    | (0 - 1) | 14e Blayac · 48e Jobello | Spectateurs : 22 800 Diffuseur : Canal+ Sport, beIN Sports 1 Arbitrage : François Letexier | Spectateurs : 22 800 Diffuseur : Canal+ Sport, beIN Sports 1 Arbitrage : François Letexier |
| Mardi 28 mai 2019 20h45 | Rapport         |         |                          | Spectateurs : 22 800 Diffuseur : Canal+ Sport, beIN Sports 1 Arbitrage : François Letexier | Spectateurs : 22 800 Diffuseur : Canal+ Sport, beIN Sports 1 Arbitrage : François Letexier |

| Match retour               | (L2) GFC Ajaccio | 0 - 2   | Le Mans FC (N1)           | Stade Ange-Casanova, Ajaccio                                      |                                                                   |
| Dimanche 2 juin 2019 18h00 |                  | (0 - 0) | 73e Boissier · 90+7e Soro | Diffuseur : Canal+ Sport, beIN Sports 1 Arbitrage : Mikaël Lesage | Diffuseur : Canal+ Sport, beIN Sports 1 Arbitrage : Mikaël Lesage |
| Dimanche 2 juin 2019 18h00 | Rapport          |         |                           | Diffuseur : Canal+ Sport, beIN Sports 1 Arbitrage : Mikaël Lesage | Diffuseur : Canal+ Sport, beIN Sports 1 Arbitrage : Mikaël Lesage |

## Statistiques

### Domicile et extérieur
| Rang | Équipe                 | Pts | J  | G  | N | P  | Bp | Bc | Diff |
| ---- | ---------------------- | --- | -- | -- | - | -- | -- | -- | ---- |
| 1    | Stade brestois 29      | 43  | 19 | 13 | 4 | 2  | 38 | 16 | +22  |
| 2    | FC Metz                | 42  | 19 | 13 | 3 | 3  | 34 | 11 | +23  |
| 3    | RC Lens                | 38  | 19 | 11 | 5 | 3  | 30 | 9  | +21  |
| 4    | Paris FC               | 38  | 19 | 10 | 8 | 1  | 22 | 6  | +16  |
| 5    | ESTAC Troyes           | 37  | 19 | 12 | 1 | 6  | 25 | 15 | +10  |
| 6    | Le Havre AC            | 32  | 19 | 8  | 8 | 3  | 32 | 26 | +6   |
| 7    | FC Lorient             | 32  | 19 | 8  | 8 | 3  | 25 | 19 | +6   |
| 8    | Grenoble Foot 38       | 29  | 19 | 8  | 5 | 6  | 19 | 18 | +1   |
| 9    | Chamois niortais FC    | 27  | 19 | 6  | 9 | 4  | 19 | 17 | +2   |
| 10   | US Orléans             | 26  | 19 | 7  | 5 | 7  | 21 | 21 | 0    |
| 11   | Valenciennes FC        | 25  | 19 | 7  | 4 | 8  | 31 | 32 | -1   |
| 12   | AC Ajaccio             | 25  | 19 | 6  | 7 | 6  | 18 | 19 | -1   |
| 13   | Clermont Foot 63       | 24  | 19 | 5  | 9 | 5  | 22 | 19 | +3   |
| 14   | AJ Auxerre             | 24  | 19 | 6  | 6 | 7  | 17 | 15 | +2   |
| 15   | FC Sochaux-Montbéliard | 24  | 19 | 7  | 3 | 9  | 16 | 23 | -7   |
| 16   | LB Châteauroux         | 23  | 19 | 5  | 8 | 6  | 20 | 22 | -2   |
| 17   | AS Nancy-Lorraine      | 23  | 19 | 7  | 2 | 10 | 16 | 22 | -6   |
| 18   | GFC Ajaccio            | 19  | 19 | 5  | 4 | 10 | 13 | 26 | -13  |
| 19   | AS Béziers             | 18  | 19 | 3  | 9 | 7  | 13 | 19 | -6   |
| 20   | Red Star FC            | 17  | 19 | 5  | 2 | 12 | 15 | 33 | -18  |

| Rang | Équipe                 | Pts | J  | G  | N | P  | Bp | Bc | Diff |
| ---- | ---------------------- | --- | -- | -- | - | -- | -- | -- | ---- |
| 1    | FC Metz                | 39  | 19 | 11 | 6 | 2  | 26 | 12 | +14  |
| 2    | ESTAC Troyes           | 34  | 19 | 9  | 7 | 3  | 26 | 13 | +13  |
| 3    | Stade brestois 29      | 31  | 19 | 8  | 7 | 4  | 26 | 19 | +7   |
| 4    | FC Lorient             | 31  | 19 | 9  | 4 | 6  | 26 | 22 | +4   |
| 5    | Paris FC               | 27  | 19 | 7  | 6 | 6  | 14 | 16 | -2   |
| 6    | US Orléans             | 26  | 19 | 8  | 2 | 9  | 30 | 32 | -2   |
| 7    | RC Lens                | 25  | 19 | 7  | 4 | 8  | 19 | 19 | 0    |
| 8    | LB Châteauroux         | 25  | 19 | 6  | 7 | 6  | 17 | 20 | -3   |
| 9    | Clermont Foot 63       | 24  | 19 | 6  | 6 | 7  | 22 | 18 | +4   |
| 10   | Le Havre AC            | 22  | 19 | 5  | 7 | 7  | 13 | 14 | -1   |
| 11   | Grenoble Foot 38       | 21  | 19 | 5  | 6 | 8  | 24 | 29 | -5   |
| 12   | Chamois niortais FC    | 20  | 19 | 5  | 5 | 9  | 15 | 24 | -9   |
| 13   | AS Béziers             | 20  | 19 | 6  | 2 | 11 | 20 | 31 | -11  |
| 14   | GFC Ajaccio            | 20  | 19 | 4  | 8 | 7  | 17 | 28 | -11  |
| 15   | AS Nancy-Lorraine      | 19  | 19 | 5  | 4 | 10 | 20 | 28 | -8   |
| 16   | Valenciennes FC        | 18  | 19 | 4  | 6 | 9  | 21 | 29 | -8   |
| 17   | AJ Auxerre             | 17  | 19 | 4  | 5 | 10 | 17 | 21 | -4   |
| 18   | FC Sochaux-Montbéliard | 17  | 19 | 4  | 5 | 10 | 11 | 20 | -9   |
| 19   | AC Ajaccio             | 15  | 19 | 3  | 6 | 10 | 11 | 26 | -15  |
| 20   | Red Star FC            | 13  | 19 | 2  | 7 | 10 | 13 | 25 | -12  |

### Évolution du classement
Le tableau suivant récapitule le classement au terme de chacune des journées définies par le calendrier officiel, les matchs joués en retard sont pris en compte la journée suivante. Les colonnes « promouvable » et « relégable » comptabilisent les places de montée ou de relégation directes.
| Journées →   | 1  | 2  | 3  | 4  | 5  | 6  | 7  | 8  | 9  | 10 | 11 | 12 | 13 | 14 | 15 | 16 | 17 | 18 | 19 | 20 | 21 | 22 | 23 | 24 | 25 | 26 | 27 | 28 | 29 | 30 | 31 | 32 | 33 | 34 | 35 | 36 | 37 | 38 | prom. | b.p. | b.r. | rel. |
| Équipe ↓     |    |    |    |    |    |    |    |    |    |    |    |    |    |    |    |    |    |    |    |    |    |    |    |    |    |    |    |    |    |    |    |    |    |    |    |    |    |    |       |      |      |      |
| ------------ | -- | -- | -- | -- | -- | -- | -- | -- | -- | -- | -- | -- | -- | -- | -- | -- | -- | -- | -- | -- | -- | -- | -- | -- | -- | -- | -- | -- | -- | -- | -- | -- | -- | -- | -- | -- | -- | -- | ----- | ---- | ---- | ---- |
| AC Ajaccio   | 15 | 12 | 14 | 16 | 17 | 17 | 18 | 18 | 16 | 17 | 13 | 13 | 16 | 18 | 17 | 17 | 18 | 15 | 15 | 13 | 13 | 13 | 15 | 14 | 13 | 13 | 13 | 13 | 13 | 13 | 14 | 15 | 16 | 17 | 18 | 16 | 16 | 17 |       |      | 5    |      |
| GFC Ajaccio  | 9  | 6  | 11 | 6  | 8  | 5  | 10 | 11 | 11 | 12 | 14 | 17 | 13 | 12 | 15 | 15 | 15 | 14 | 14 | 15 | 14 | 15 | 14 | 15 | 15 | 15 | 16 | 16 | 16 | 14 | 13 | 13 | 15 | 15 | 16 | 17 | 17 | 18 |       | 1    | 1    |      |
| Auxerre      | 18 | 18 | 12 | 9  | 11 | 15 | 16 | 15 | 18 | 18 | 18 | 18 | 17 | 16 | 14 | 13 | 13 | 13 | 12 | 11 | 11 | 11 | 11 | 12 | 12 | 12 | 12 | 14 | 14 | 15 | 15 | 14 | 12 | 13 | 13 | 13 | 15 | 15 |       |      | 6    |      |
| Béziers      | 2  | 9  | 7  | 11 | 10 | 14 | 15 | 17 | 17 | 13 | 15 | 12 | 15 | 13 | 12 | 14 | 14 | 16 | 17 | 18 | 18 | 18 | 18 | 18 | 18 | 19 | 19 | 19 | 19 | 19 | 19 | 19 | 19 | 19 | 19 | 19 | 19 | 19 | 1     |      | 6    | 13   |
| Brest        | 16 | 10 | 10 | 13 | 9  | 7  | 4  | 4  | 2  | 3  | 3  | 3  | 2  | 2  | 2  | 2  | 2  | 2  | 2  | 2  | 2  | 2  | 2  | 2  | 2  | 2  | 2  | 2  | 2  | 2  | 2  | 2  | 2  | 2  | 2  | 2  | 2  | 2  | 27    | 5    |      |      |
| Châteauroux  | 10 | 14 | 16 | 14 | 15 | 13 | 13 | 12 | 15 | 16 | 16 | 15 | 12 | 14 | 13 | 12 | 12 | 12 | 13 | 14 | 15 | 14 | 13 | 13 | 14 | 14 | 14 | 15 | 15 | 16 | 16 | 16 | 14 | 14 | 12 | 12 | 11 | 11 |       |      |      |      |
| Clermont     | 10 | 15 | 17 | 17 | 14 | 10 | 8  | 8  | 9  | 10 | 10 | 11 | 11 | 9  | 9  | 7  | 10 | 10 | 8  | 6  | 4  | 5  | 6  | 7  | 8  | 9  | 8  | 8  | 8  | 8  | 8  | 10 | 9  | 9  | 10 | 10 | 10 | 10 |       | 2    |      |      |
| Grenoble     | 7  | 8  | 5  | 8  | 7  | 11 | 9  | 9  | 8  | 6  | 5  | 8  | 5  | 5  | 5  | 5  | 4  | 5  | 7  | 7  | 8  | 9  | 9  | 9  | 9  | 10 | 9  | 9  | 10 | 10 | 10 | 9  | 10 | 10 | 9  | 9  | 9  | 9  |       | 8    |      |      |
| Le Havre     | 13 | 13 | 9  | 12 | 13 | 8  | 6  | 6  | 5  | 7  | 9  | 9  | 10 | 7  | 11 | 10 | 9  | 9  | 10 | 9  | 7  | 7  | 7  | 6  | 6  | 7  | 10 | 10 | 9  | 9  | 9  | 8  | 8  | 7  | 7  | 7  | 7  | 7  |       | 1    |      |      |
| Lens         | 3  | 4  | 2  | 2  | 2  | 4  | 3  | 3  | 3  | 2  | 2  | 2  | 3  | 4  | 4  | 4  | 3  | 3  | 3  | 5  | 3  | 6  | 5  | 5  | 5  | 4  | 5  | 4  | 5  | 5  | 6  | 6  | 4  | 6  | 6  | 6  | 5  | 5  | 6     | 26   |      |      |
| Lorient      | 12 | 7  | 3  | 3  | 3  | 2  | 2  | 2  | 4  | 4  | 4  | 4  | 4  | 3  | 3  | 3  | 5  | 4  | 6  | 4  | 6  | 4  | 3  | 3  | 3  | 3  | 3  | 3  | 3  | 4  | 4  | 5  | 6  | 4  | 4  | 5  | 6  | 6  | 3     | 28   |      |      |
| Metz         | 5  | 1  | 1  | 1  | 1  | 1  | 1  | 1  | 1  | 1  | 1  | 1  | 1  | 1  | 1  | 1  | 1  | 1  | 1  | 1  | 1  | 1  | 1  | 1  | 1  | 1  | 1  | 1  | 1  | 1  | 1  | 1  | 1  | 1  | 1  | 1  | 1  | 1  | 37    | 1    |      |      |
| Nancy        | 20 | 19 | 19 | 20 | 20 | 20 | 20 | 20 | 20 | 20 | 20 | 20 | 20 | 20 | 19 | 19 | 19 | 19 | 19 | 20 | 20 | 19 | 19 | 20 | 19 | 18 | 17 | 17 | 17 | 18 | 18 | 18 | 17 | 16 | 15 | 15 | 14 | 14 |       |      | 4    | 25   |
| Niort        | 4  | 2  | 6  | 5  | 4  | 3  | 5  | 7  | 7  | 5  | 8  | 6  | 6  | 6  | 7  | 6  | 6  | 7  | 5  | 8  | 9  | 10 | 10 | 10 | 10 | 11 | 11 | 11 | 11 | 12 | 11 | 11 | 11 | 11 | 11 | 11 | 12 | 12 | 1     | 7    |      |      |
| Orléans      | 19 | 20 | 20 | 19 | 18 | 18 | 14 | 13 | 10 | 9  | 6  | 5  | 7  | 8  | 8  | 11 | 11 | 11 | 11 | 12 | 12 | 12 | 12 | 11 | 11 | 8  | 7  | 7  | 7  | 7  | 7  | 7  | 7  | 8  | 8  | 8  | 8  | 8  |       | 1    | 2    | 4    |
| Paris FC     | 8  | 5  | 8  | 4  | 5  | 6  | 7  | 5  | 6  | 8  | 7  | 7  | 8  | 10 | 6  | 9  | 8  | 6  | 4  | 3  | 5  | 3  | 4  | 4  | 4  | 5  | 4  | 5  | 4  | 3  | 3  | 4  | 5  | 5  | 5  | 4  | 4  | 4  |       | 23   |      |      |
| Red Star     | 14 | 16 | 18 | 18 | 16 | 16 | 19 | 19 | 19 | 19 | 19 | 19 | 19 | 19 | 19 | 20 | 20 | 20 | 20 | 19 | 19 | 20 | 20 | 19 | 20 | 20 | 20 | 20 | 20 | 20 | 20 | 20 | 20 | 20 | 20 | 20 | 20 | 20 |       |      | 2    | 32   |
| Sochaux      | 17 | 17 | 13 | 10 | 12 | 9  | 11 | 14 | 13 | 15 | 12 | 14 | 14 | 17 | 18 | 18 | 17 | 18 | 16 | 17 | 17 | 17 | 16 | 17 | 17 | 17 | 18 | 18 | 18 | 17 | 17 | 17 | 18 | 18 | 17 | 18 | 18 | 16 |       |      | 10   |      |
| Troyes       | 6  | 11 | 15 | 15 | 19 | 19 | 17 | 16 | 14 | 11 | 11 | 10 | 9  | 11 | 10 | 8  | 7  | 8  | 9  | 10 | 10 | 8  | 8  | 8  | 7  | 6  | 6  | 6  | 6  | 6  | 5  | 3  | 3  | 3  | 3  | 3  | 3  | 3  |       | 8    | 2    |      |
| Valenciennes | 1  | 3  | 4  | 7  | 6  | 12 | 12 | 10 | 12 | 14 | 17 | 16 | 18 | 15 | 16 | 16 | 16 | 17 | 18 | 16 | 16 | 16 | 17 | 16 | 16 | 16 | 15 | 12 | 12 | 11 | 12 | 12 | 13 | 12 | 14 | 14 | 13 | 13 | 1     | 2    | 2    |      |

En gras et italique, équipes comptant un match en retard : (exemple : 10 pour Béziers à l’issue de la 5e journée) 
1. ↑  AS Béziers - RC Lens (5e journée) reporté entre les 9e et 10e journées
2. ↑  Le Havre AC - Valenciennes FC (19e journée) reporté entre les 20e et 21e journées.
FC Metz - AS Nancy-Lorraine (19e journée) reporté entre les 22e et 23e journées

### Buts marqués par journée
Ce graphique représente le nombre de buts marqués lors de chaque journée.
* indique que toutes les rencontres de la journée n'ont pas encore été disputées.

### Classement des buteurs
Mise à jour : 17 mai 2019 (après la 38e journée)
Gaëtan Charbonnier finit premier du classement des buteurs avec 27 unités, 1 devant Habib Diallo (26). Pierre-Yves Hamel complète le podium avec 19 pions.
| #  | Buteur                | Club                | Buts Note 1 | Pen. Note 1 | Pas. Note 2 | J Note 3 | Min. Note 4 | Pts. Note 5 |
| -- | --------------------- | ------------------- | ----------- | ----------- | ----------- | -------- | ----------- | ----------- |
| 1  | Gaëtan Charbonnier    | Stade brestois 29   | 27          | 4           | 6           | 22       | 3131        | 50          |
| 2  | Habib Diallo          | FC Metz             | 26          | 10          | 4           | 18       | 2682        | 49          |
| 3  | Pierre-Yves Hamel     | FC Lorient          | 19          | 5           | 1           | 16       | 3028        | 34          |
| 4  | Florian Ayé           | Clermont Foot 63    | 18          | 3           | 3           | 13       | 2870        | 26          |
| 5  | Yannick Gomis         | RC Lens             | 16          | 6           | 6           | 13       | 3221        | 34          |
| 6  | Alexis Claude-Maurice | FC Lorient          | 14          | 0           | 3           | 14       | 3090        | 31          |
| 7  | Yoann Touzghar        | ESTAC Troyes        | 14          | 0           | 2           | 12       | 2590        | 28          |
| 8  | Romain Armand         | GFC Ajaccio         | 13          | 2           | 1           | 12       | 2948        | 21          |
| 9  | Ande Dona Ndoh        | Chamois niortais FC | 13          | 7           | 0           | 12       | 2794        | 27          |
| 10 | Kévin Fortuné         | ESTAC Troyes        | 12          | 3           | 9           | 9        | 2469        | 22          |

| Source : Classement des buteurs sur le site de la LFP 1 : Nombre de buts inscrits (+) dont nombre de penalties (-) 2 : Nombre de passes décisives (+) 3 : Nombre de matchs durant lesquels le joueur a marqué (+) 4 : Temps de jeu total en minutes (-) 5 : Nombre de points du club du buteur (+) |

### Classement des passeurs
Mise à jour : 21 mai 2019 (après la 38e journée)
| #  | Passeur             | Club              | Pas.Note 1 | CPA.Note 1 | J Note 2 | Min. Note 3 |
| -- | ------------------- | ----------------- | ---------- | ---------- | -------- | ----------- |
| 1  | Kévin Fortuné       | ESTAC Troyes      | 9          | 1          | 7        | 2379        |
| 2  | Franck Honorat      | Clermont Foot 63  | 9          | 1          | 7        | 2735        |
| 3  | Tony Mauricio       | Valenciennes FC   | 8          | 0          | 6        | 2817        |
| 4  | Bryan Pelé          | ESTAC Troyes      | 8          | 4          | 8        | 2541        |
| 5  | Mathias Autret      | Stade brestois 29 | 8          | 4          | 7        | 2432        |
| 6  | Zinedine Ferhat     | Le Havre AC       | 8          | 5          | 8        | 2616        |
| 7  | Thomas Delaine      | FC Metz           | 7          | 0          | 7        | 3096        |
| 8  | Youssouf M'Changama | Grenoble Foot 38  | 7          | 1          | 6        | 3149        |
| 9  | Ousmane Cissokho    | US Orléans        | 6          | 0          | 6        | 2158        |
| 10 | Laurent Dos Santos  | Valenciennes FC   | 6          | 0          | 6        | 3040        |

| Source : Classement officiel des passeurs de la LFP 1 : Nombre de passes décisives (+) dont coups de pied arrêtés (-) 2 : Nombre de matchs durant lesquels le joueur a effectué une ou plusieurs passes décisives (+) 3 : Temps de jeu total en minutes (-) |

### Affluence

#### Plus grosses affluences de la saison
Le RC Lens a 19 des 20 meilleures affluences de la saison, avec  un pic à 33.093 spectateurs lors de la 30e journée contre le Havre AC.
| Rang | Match                                   | Journée | Date              | Affluence |
| ---- | --------------------------------------- | ------- | ----------------- | --------- |
| 1    | RC Lens - Le Havre AC                   | J30     | 1er avril 2019    | 33 093    |
| 2    | RC Lens - Valenciennes FC               | J32     | 12 avril 2019     | 32 895    |
| 3    | RC Lens - US Orléans                    | J38     | 17 mai 2019       | 32 728    |
| 4    | RC Lens - ESTAC Troyes                  | J4      | 18 août 2018      | 32 596    |
| 5    | RC Lens - La Berrichonne de Châteauroux | J13     | 3 novembre 2018   | 30 949    |
| 6    | RC Lens - AJ Auxerre                    | J28     | 9 mars 2019       | 30 126    |
| 7    | RC Lens - Red Star FC                   | J2      | 4 août 2018       | 30 040    |
| 8    | RC Lens - FC Sochaux-Montbéliard        | J7      | 15 septembre 2018 | 29 048    |
| 9    | RC Lens - Gazélec FC Ajaccio            | J11     | 22 octobre 2018   | 27 877    |
| 10   | RC Lens - Paris FC                      | J9      | 28 septembre 2018 | 26 027    |
| 11   | RC Lens - AC Ajaccio                    | J19     | 22 décembre 2018  | 25 099    |
| 12   | RC Lens - FC Metz                       | J24     | 9 février 2019    | 24 941    |
| 13   | RC Lens - Chamois niortais FC           | J26     | 25 février 2019   | 22 604    |
| 14   | RC Lens - Stade brestois 29             | J17     | 4 décembre 2018   | 22 124    |
| 15   | RC Lens - FC Lorient                    | J34     | 23 avril 2019     | 22 120    |
| 16   | RC Lens - Grenoble Foot 38              | J15     | 24 novembre 2018  | 21 193    |
| 17   | RC Lens - Clermont Foot 63              | J36     | 4 mai 2019        | 20 343    |
| 18   | FC Metz - Stade brestois 29             | J38     | 17 mai 2019       | 20 200    |
| 19   | RC Lens - AS Nancy-Lorraine             | J21     | 19 janvier 2019   | 19 741    |
| 20   | RC Lens - AS Béziers                    | J23     | 4 février 2019    | 18 564    |

#### Affluences par journée
Ce graphique représente le nombre de spectateurs lors de chaque journée.

## Bilan de la saison
- Meilleure attaque : Stade brestois 29 (64 buts)
- Meilleure défense : Paris FC (22 buts)
- Plus mauvaise attaque : FC Sochaux-Montbéliard (27 buts)
- Plus mauvaise défense : Valenciennes FC (61 buts)
- Premier but de la saison :  Laurent Dos Santos   6e pour le Valenciennes FC contre l'AJ Auxerre (3-1) le 27 juillet 2018
- Dernier but de la saison :  Jason Berthomier   90+2e pour le Clermont Foot 63 contre la Berrichonne de Châteauroux (2-2) le 17 mai 2019
- Premier but contre son camp :  Baptiste Aloé   45e (csc) pour l'AJ Auxerre contre le Valenciennes FC (3-1) le 27 juillet 2018
- Premier penalty :  Malek Chergui   75e (pen.) pour le Grenoble Foot 38 contre le FC Sochaux-Montbéliard (1-0) le 27 juillet 2018
- Premier but sur coup franc direct :
- Premier doublé :  Gaëtan Robail   9e   21e pour le Valenciennes FC contre l'AJ Auxerre (3-1) le 27 juillet 2018
- Premier triplé :  Habib Diallo   33e   47e   57e pour le FC Metz contre l'US Orléans (5-1) le 3 août 2018
- Premier carton rouge :  Serge N'Guessan   69e avec l'AS Nancy-Lorraine contre l'AS Béziers le 27 juillet 2018
- But le plus rapide d'une rencontre :  Tony Mauricio   2e pour le Valenciennes FC contre le Red Star FC (4-1) le 21 septembre 2018
- But le plus tardif d'une rencontre :  Antoine Rabillard   90+8e pour l'AS Béziers contre l'AS Nancy-Lorraine (0-2) le 27 juillet 2018
- Plus jeune buteur de la saison :  Julien Ponceau   12e pour le FC Lorient contre le Stade brestois 29 (3-2) le 20 octobre 2018 (à 17 ans)
- Plus vieux buteur de la saison :  Johan Cavalli   48e (pen.) pour l'AC Ajaccio contre l'US Orléans (1-3) le 14 décembre 2018 (à 37 ans)
- Journée de championnat la plus riche en buts : 14e journée et 33e journée (31 buts)
- Journée de championnat la plus pauvre en buts : 5e Journée (9 buts)
- Nombre de buts inscrits durant la saison : 834 buts
- Plus grand nombre de buts dans une rencontre : 11 buts
  - 5-6 lors de Valenciennes FC - AS Béziers le 19 avril 2019
- Plus large victoire à domicile : 5 buts d'écart
  - 5-0 lors de RC Lens - GFC Ajaccio le 22 octobre 2018
- Plus large victoire à l'extérieur : 4 buts d'écart
  - 0-4 lors de Valenciennes FC - Clermont Foot 63 le 31 août 2018
  - 0-4 lors de Red Star FC - US Orléans le 26 octobre 2018
  - 0-4 lors de FC Sochaux-Montbéliard - AS Nancy-Lorraine le 1er mars 2019
- Plus grand nombre de buts en une mi-temps : 6 buts
  - 4-3 (3-3 en 1re mi-temps, 1-0 en 2de) lors de Le Havre AC - Valenciennes FC le 15 janvier 2019
  - 5-6 (3-2 en 1re mi-temps, 2-4 en 2de) lors de Valenciennes FC - AS Béziers le 19 avril 2019
- Plus grand nombre de buts dans une rencontre pour un joueur : 4 buts
  -  Habib Diallo   33e   47e   57e   90+1e pour le FC Metz contre l'US Orléans (5-1) le 3 août 2018
- Doublé le plus rapide : 4 minutes
  -  Ermedin Demirović   66e   70e pour le FC Sochaux-Montbéliard contre l'ESTAC Troyes (1-2) le 20 octobre 2018
- Triplé le plus rapide : 24 minutes
  -  Habib Diallo   33e   47e   57e pour le FC Metz contre l'US Orléans (5-1) le 3 août 2018
- Les triplés de la saison :
  -  Habib Diallo   33e   47e   57e pour le FC Metz contre l'US Orléans (5-1) le 3 août 2018
- Quadruplé le plus rapide : 58 minutes
  -  Habib Diallo   33e   47e   57e   90+1e pour le FC Metz contre l'US Orléans (5-1) le 3 août 2018
- Les quadruplés de la saison : 
  -  Habib Diallo   33e   47e   57e   90+1e pour le FC Metz contre l'US Orléans (5-1) le 3 août 2018
- Plus grand nombre de spectateurs dans une rencontre : 32 596 spectateurs lors de RC Lens - ESTAC Troyes le 18 août 2018
- Plus petit nombre de spectateurs dans une rencontre : 1 198 spectateurs lors de AC Ajaccio - ESTAC Troyes le 27 juillet 2018
- Plus grande série de victoires : 8 matchs pour l'ESTAC Troyes entre la 30e journée et la 37e journée
- Plus grande série de défaites : 7 matchs pour l'AS Nancy-Lorraine entre la 1re journée et la 7e journée
- Plus grande série de matchs sans défaite : 13 matchs pour l'ESTAC Troyes entre la 25e journée et la 37e journée
- Plus grande série de matchs sans victoire : 7 matchs pour l'AS Nancy-Lorraine entre la 1re journée et la 7e journée et pour le Chamois niortais FC entre la 18e journée et la 24e journée
- Champion d'automne : FC Metz
- Champion : FC Metz

## Trophée UNFP
Chaque début de mois les internautes votent pour élire le Trophée UNFP du joueur du mois de Ligue 2.
| Mois      | Premier              | Premier           | Premier | Deuxième              | Deuxième         | Deuxième | Troisième            | Troisième        | Troisième | Ref.   |
| Mois      | Joueur               | Club              | %       | Joueur                | Club             | %        | Joueur               | Club             | %         | Ref.   |
| --------- | -------------------- | ----------------- | ------- | --------------------- | ---------------- | -------- | -------------------- | ---------------- | --------- | ------ |
| Août      | Habib Diallo         | FC Metz           | 47      | Alexis Claude-Maurice | FC Lorient       | 32       | Farid Boulaya        | FC Metz          | 21        | [ 5 ]  |
| Septembre | Gaëtan Charbonnier   | Stade brestois 29 | 42      | Yannick Gomis         | RC Lens          | 35       | Walid Mesloub        | RC Lens          | 23        | [ 6 ]  |
| Octobre   | Yannick Gomis        | RC Lens           | 44      | Thierry Ambrose       | RC Lens          | 35       | Jordan Tell          | US Orléans       | 21        | [ 7 ]  |
| Novembre  | Gaëtan Charbonnier   | Stade brestois 29 | 45      | Kévin Fortuné         | ESTAC Troyes     | 37       | Mathias Pereira Lage | Clermont Foot 63 | 18        | [ 8 ]  |
| Décembre  | Vincent Demarconnay  | Paris FC          | 40      | Franck Honorat        | Clermont Foot 63 | 34       | Kévin Fortuné        | ESTAC Troyes     | 26        | [ 9 ]  |
| Janvier   | Romain Philippoteaux | AJ Auxerre        | 42      | Yohann Thuram         | Le Havre AC      | 35       | Franck Honorat       | Clermont Foot 63 | 23        | [ 10 ] |
| Février   | Renaud Cohade        | FC Metz           | 42      | Yoann Touzghar        | ESTAC Troyes     | 38       | Benjamin Leroy       | AC Ajaccio       | 20        | [ 11 ] |
| Mars      | Vagner Dias          | AS Nancy-Lorraine | 38      | Florian Ayé           | Clermont Foot 63 | 34       | Silas Wamangituka    | Paris FC         | 28        | [ 12 ] |
| Avril     | Gaëtan Charbonnier   | Stade brestois 29 | 44      | Alexis Claude-Maurice | FC Lorient       | 32       | Mamadou Samassa      | ESTAC Troyes     | 24        | [ 13 ] |

Au mois de mai, lors des trophées UNFP du football 2019, il y a l'élection du meilleur joueur, gardien et entraîneur, ainsi que l'équipe type de la saison de Ligue 2.
| Meilleur joueur    | Meilleur gardien    | Meilleur entraîneur | Plus beau but   |
| ------------------ | ------------------- | ------------------- | --------------- |
| Gaëtan Charbonnier | Vincent Demarconnay | Pascal Gastien      | Wilfried Moimbé |

| Gardien de but                 | Défenseurs                                                                                      | Milieux de terrain                                                                 | Attaquants                                                                          |
| ------------------------------ | ----------------------------------------------------------------------------------------------- | ---------------------------------------------------------------------------------- | ----------------------------------------------------------------------------------- |
| Vincent Demarconnay (Paris FC) | Thomas Delaine (FC Metz) John Boye (FC Metz) Stoppila Sunzu (FC Metz) Fabien Centonze (RC Lens) | Alexis Claude-Maurice (FC Lorient) Renaud Cohade (FC Metz) Farid Boulaya (FC Metz) | Gaëtan Charbonnier (Stade brestois 29) Habib Diallo (FC Metz) Opa Nguette (FC Metz) |